# Crassula fallax
Crassula fallax är en fetbladsväxtart som beskrevs av Hans Christian Friedrich. Crassula fallax ingår i släktet krassulor, och familjen fetbladsväxter. Inga underarter finns listade i Catalogue of Life.